# Sonate pour alto et piano (Honegger)
Pour les articles homonymes, voir Sonate pour alto et piano.
La Sonate pour alto et piano (H. 28) d’Arthur Honegger est une œuvre de musique de chambre composée en 1920. Créée la même année, elle est éditée par Max Eschig.

## Genèse, création et réception
Après le succès rencontré en 1917 par le Premier Quatuor à cordes, première œuvre de musique de chambre d'envergure, Honegger a composé deux autres sonates pour violon et piano, la première entre 1916 et 1918 et la deuxième en 1919. Dès le mois de décembre 1919, il adresse une lettre à ses parents où il indique travailler à une nouvelle sonate, celle-ci pour alto et piano. Le deuxième mouvement de la sonate est achevé dès janvier 1920, le troisième mouvement en février et le premier mouvement en mars. Dès l'achèvement de la sonate, il se met à la composition de la Sonatine pour deux violons. La Sonate pour alto et piano devrait être rapidement jouée par Henri Casadesus, son dédicataire. Dans une lettre du 24 mars, il précise :

« Le dimanche après-midi il y avait un concert donné par le quatuor de Marseille. J'y ai retrouvé Maurech qui m'a immédiatement demandé mon Quatuor pour le donner l'hiver prochain. L'altiste ayant appris par Milhaud que je venais d'écrire une sonate pour son instrument, ce qui est assez rare, m'a réellement supplié de bien vouloir lui envoyer m'assurant qu'il la jouerait partout. (...) Hier Osché et Milhaud ont joué ma Sonate d'alto qui fait assez bien. »

Fin novembre 1920, il travaille aux dernières retouches de sa sonate qui sera créée le 2 décembre à la Société de musique indépendante (SMI) à Paris par Robert et Henri Casadesus. La pièce est bien accueillie par Schneider, le critique du Figaro, qui précise que la sonate d'Honegger est la pièce la plus importante du programme du concert. L'œuvre est d'ailleurs reprise peu après au début de l'année 1921 à Bruxelles, puis en Suisse à Winterthour durant l'été par Paul Neuberth et Otto Uhlmann. Dès septembre, il adresse un courrier à ses parents où il précise « Ma sonate d'alto et le Quatuor viennent de paraître à La Sirène ».
En 1922, il se présente à Salzbourg, accompagné de Andrée Vaurabourg au festival de musique chambre tenu par la Société internationale de musique contemporaine, du 7 au 10 août où il représente la Suisse. La Sonate pour alto sera ainsi rejouée accompagnée de la Sonate pour violoncelle et piano. La pièce est ensuite reprise le 5 décembre 1923 aux journées musicales de Donaueschingen par le compositeur Paul Hindemith et Emma Lübbecke-Job et encore le 30 janvier 1925 à la salle Gaveau à Paris.

## Structure et analyse
D'une durée d'exécution d'environ 15 minutes, la sonate comporte trois mouvements : 
1. Andante - Vivace
2. Allegretto moderato
3. Allegro non troppo

Poursuivant dans la voie de la polytonalité ouverte par la Deuxième Sonate pour violon et piano, cette nouvelle pièce de musique de chambre présente une écriture « plus savante et plus libre » que les précédentes, avec une tendance à la « symétrie absolue dans l'exposition et la réexposition des thèmes ».

### Andante - Vivace
Ce premier mouvement, d'une durée d'exécution d'environ 6 minutes trente, se découpe en deux temps possédant chacun une signature rythmique différente : un Andante à 3/4 et un Vivace à 3/8. Très peu tonal, ce mouvement débute par l’Andante aux harmonies proche du compositeur Scriabine qui alterne deux passages en solo pour chacun des deux instruments. S'ensuit le Vivace esquissé par le premier Andante puis le deuxième Andante mêlant les deux instruments qui présente un développement et une réexposition s'achevant sur une brève coda.

### Allegretto moderato
Ce deuxième mouvement, d'une durée d'exécution de 4 minutes est un intermède enjoué, « doucement animé ». De forme ternaire, le mouvement emploie une succession de trois notes, évoquant le « climat mélancolique d'une litanie populaire ». La partie centrale du mouvement, poco più allegretto annonce le mouvement final.

### Allegro non troppo
Ce troisième et dernier mouvement est clos par un choral, « pur de tout alexandrinisme », proche de la méthode employée dans la Deuxième symphonie. De forme sonate, il présente deux thèmes proches, dans la tonalité d’ut majeur avec une reprise inversées.

## Discographie
- Arthur Honegger - La musique de chambre, Intégrale en 4 CD. CD n° 2 : Pierre-Henri Xuereb (alto), Pascal Devoyon (piano), 1992, label Timpani 1C1009.